# Ryan Thompson (beisbolista)
Ryan Scott Thompson (Turner, Oregón, 26 de junio de 1992), más conocido como Ryan Thompson, es un jugador profesional estadounidense de béisbol que se desempeña en la posición de lanzador en Arizona Diamondbacks, equipo de las Grandes Ligas de Béisbol (MLB).

## Carrera
Thompson hizo su debut en la MLB con el equipo Tampa Bay Rays, en el cual jugó cuatro temporadas (2020-2023), después pasó a Arizona Diamondbacks, donde lleva jugando dos temporadas.